# Chondracanthus hoi
Chondracanthus hoi is een eenoogkreeftjessoort uit de familie van de Chondracanthidae. De wetenschappelijke naam van de soort is voor het eerst geldig gepubliceerd in 2013 door Braicovich, Lanfranchi, Incorvaia, Inés & Timi.